# Jerry Stiller

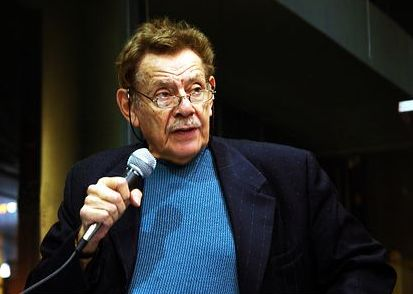
Jerry Stiller em 2005.

Gerald Isaac Stiller (Nova Iorque, 8 de junho de 1927 – 11 de maio de 2020) foi um ator e comediante norte-americano. Ele passou muitos anos como parte da dupla de comédia Stiller e Meara com sua esposa, Anne Meara, com quem foi casado por mais de 60 anos até sua morte em 2015. Stiller viu um ressurgimento no final da carreira a partir de 1993, interpretando Frank Costanza na sitcom Seinfeld, um papel que lhe rendeu uma indicação ao Emmy. Em 1998, Stiller começou seu papel como Arthur Spooner na série de comédia da CBS The King of Queens, outro papel que recebeu aclamação generalizada.
Stiller apareceu junto com seu filho Ben Stiller em filmes como Zoolander, Heavyweights, Hot Pursuit, The Heartbreak Kid e Zoolander 2. Ele também realizou trabalhos de dublagem para filmes e televisão, incluindo Lion King 1½  e Planes: Fire and Rescue. Em sua carreira posterior, Stiller tornou-se conhecido por retratar personagens mal-humorados e excêntricos que, no entanto, eram amados.

## Morte
Morreu no dia 11 de maio de 2020, aos 92 anos. Recuperava-se de um derrame sofrido no começo de 2019.

## Filmografia

### Filmes
| Ano  | Filmes                                | Personagem        | Notas              | Ref(s) |
| ---- | ------------------------------------- | ----------------- | ------------------ | ------ |
| 1970 | Lovers and Other Strangers            | Jim               | Sem créditos       | [ 6 ]  |
| 1974 | The Taking of Pelham One Two Three    | Rico Patrone      |                    | [ 7 ]  |
| 1974 | Airport 1975                          | Sam               |                    | [ 7 ]  |
| 1976 | The Ritz                              | Carmine Vespucci  |                    | [ 7 ]  |
| 1977 | Nasty Habits                          | P.R. Priest       |                    | [ 7 ]  |
| 1980 | Those Lips, Those Eyes                | Mr. Shoemaker     |                    | [ 7 ]  |
| 1986 | Seize the Day                         | Dr. Tamkin        |                    | [ 7 ]  |
| 1987 | Hot Pursuit                           | Victor Honeywell  |                    | [ 7 ]  |
| 1987 | Nadine                                | Raymond Escobar   |                    | [ 7 ]  |
| 1988 | Hairspray                             | Wilbur Turnblad   |                    | [ 7 ]  |
| 1989 | That's Adequate                       | Sid Lane          |                    | [ 7 ]  |
| 1990 | Little Vegas                          | Sam               |                    | [ 7 ]  |
| 1992 | Highway to Hell                       | The Desk Cop      |                    | [ 7 ]  |
| 1992 | Freefall                              | Emily's Father    | Curta              |        |
| 1993 | The Pickle                            | Phil Hirsch       |                    | [ 7 ]  |
| 1995 | Heavyweights                          | Harvey Bushkin    |                    | [ 7 ]  |
| 1997 | Die Story von Monty Spinnerratz       | Prof. Plumpingham |                    | [ 8 ]  |
| 1997 | Camp Stories                          | Schlomo           |                    | [ 7 ]  |
| 1997 | Stag                                  | Ted               |                    | [ 7 ]  |
| 1997 | The Deli                              | Petey Cheesecake  |                    | [ 7 ]  |
| 1999 | A Fish in the Bathtub                 | Sam Kaplan        |                    | [ 7 ]  |
| 1999 | Secret of the Andes                   | Dr. Golfisch      |                    | [ 7 ]  |
| 1999 | The Suburbans                         | Speedo Silverburg |                    | [ 7 ]  |
| 2000 | The Independent                       | Monty Fineman     |                    | [ 7 ]  |
| 2000 | My 5 Wives                            | Don Giovani       |                    | [ 7 ]  |
| 2000 | Chump Change                          | The Colonel       |                    | [ 7 ]  |
| 2001 | Zoolander                             | Maury Ballstein   |                    | [ 7 ]  |
| 2001 | On the Line                           | Nathan            |                    | [ 7 ]  |
| 2002 | Serving Sara                          | Milton the Cop    |                    | [ 7 ]  |
| 2004 | Teacher's Pet                         | Pretty Boy        | Voz                | [ 9 ]  |
| 2004 | The Lion King 1½                      | Tio Max           | Voz; Direct-to-DVD | [ 7 ]  |
| 2004 | Anchorman: The Legend of Ron Burgundy | Man in Bar        | sem créditos       | [ 10 ] |
| 2005 | R30: 30th Anniversary World Tour      | Ele mesmo         |                    | [ 11 ] |
| 2007 | Hairspray                             | Mr. Pinky         |                    | [ 7 ]  |
| 2007 | The Heartbreak Kid                    | Doc               |                    | [ 7 ]  |
| 2008 | Snakes & Arrows Live                  | Heidi             |                    | [ 12 ] |
| 2011 | Swinging with the Finkels             | Mr. Winters       |                    | [ 7 ]  |
| 2012 | Foodfight!                            | General X         | Voz                | [ 7 ]  |
| 2012 | Excuse Me for Living                  | Morty             |                    | [ 7 ]  |
| 2014 | Planes: Fire & Rescue                 | Harvey            | Voiz               | [ 8 ]  |
| 2016 | Zoolander 2                           | Maury Ballstein   | Cameo              | [ 13 ] |

### Televisão
| Ano       | Título                                  | Personagem                                     | Notes                                              | Ref(s) |
| --------- | --------------------------------------- | ---------------------------------------------- | -------------------------------------------------- | ------ |
| 1956–1957 | Studio One in Hollywood                 | Sergeant Joe Capriotti / Hugh                  | 2 episódios                                        |        |
| 1957      | The Big Story                           | Tyler                                          | Episódio: "The Hoax"                               |        |
| 1959      | Armstrong Circle Theatre                | Pfc. Elwood Johnson                            | Episódio: "Thunder Over Berlin"                    |        |
| 1962      | The Defenders                           | Sergeant Wysenski                              | Episódio: "The Empty Chute"                        |        |
| 1962      | General Electric Theater                | Harold                                         | Episódio: "Acres and Pains"                        |        |
| 1964      | Brenner                                 | Chris Zelco                                    | Episódio: "The Plain Truth"                        |        |
| 1964–1965 | Linus the Lionhearted                   |                                                | 3 episódios                                        | [ 14 ] |
| 1966–1978 | The Mike Douglas Show                   | Himself                                        | 40 episódios                                       |        |
| 1967–1973 | The Tonight Show Starring Johnny Carson | Himself                                        | 14 episódios                                       |        |
| 1969      | That's Life                             | Himself                                        | Episódio: "Our First Fight"                        |        |
| 1971–1972 | The Courtship of Eddie's Father         | Mr. Landon / Paul Sterling                     | 2 episódios                                        | [ 8 ]  |
| 1971–1973 | Love, American Style                    | Leonard Ferguson / Harry                       | 2 episódios                                        | [ 8 ]  |
| 1972      | The Carol Burnett Show                  | Ele mesmo                                      | Episódio: "#6.8"                                   |        |
| 1972–1973 | The Paul Lynde Show                     | Barney Dickerson                               | 4 episódios                                        | [ 8 ]  |
| 1975–1976 | Joe and Sons                            | Gus Duzik                                      | 14 episódios                                       | [ 8 ]  |
| 1976      | Phyllis                                 | Burt Hillman                                   | Episódio: "Phyllis and the Jumper"                 |        |
| 1976      | Rhoda                                   | Lloyd Zimmer                                   | Episódio: "A Touch of Classy"                      |        |
| 1979      | Time Express                            | Edward Chernoff                                | Episódio: "Garbage Man/Doctor's Wife"              |        |
| 1979–1983 | The Love Boat                           | Harlan Weatherly / Tony Vitelli / Bud Hanrahan | 3 episódios                                        | [ 8 ]  |
| 1980–1982 | Archie Bunker's Place                   | Carmine                                        | 2 episódios                                        | [ 8 ]  |
| 1981      | Madame X                                | Burt Orland                                    | Filme para TV                                      |        |
| 1981      | Hart to Hart                            | Myron Finkle                                   | Episódio: "Murder Takes a Bow"                     |        |
| 1981      | Private Benjamin                        | Sgt. Muldoon                                   | Episódio: "So Long, Sergeant Ross"                 |        |
| 1982      | Simon & Simon                           | Harold Traxler                                 | Episódio: "The Uncivil Servant"                    | [ 8 ]  |
| 1982      | Alice                                   | Gordy                                          | Episódio: "Do You Take This Waitress"              | [ 8 ]  |
| 1983      | Reading Rainbow                         | Dinosaur Comic                                 | Episódio: "Digging Up Dinosaurs"                   | [ 15 ] |
| 1983      | Amanda's                                | Sal                                            | Episódio: "You Were Meant for Me"                  |        |
| 1983      | The Other Woman                         | Mel Binns                                      | Filme para TV                                      |        |
| 1984      | Trapper John, M.D.                      | Artie Merrow                                   | Episódio: "Where There's a Will"                   | [ 7 ]  |
| 1985      | The Equalizer                           | Brahms                                         | Episódio: "Pilot"                                  |        |
| 1985      | Tales from the Darkside                 | Luther Mandrake                                | Episódio: "The Devil's Advocate"                   |        |
| 1986      | Screen Two                              | Marty de Reske                                 | Episódio: "The McGuffin"                           | [ 8 ]  |
| 1987      | Saturday Night Live                     | Stu                                            | Episódio: "Charlton Heston/Wynton Marsalis"        |        |
| 1988–1989 | Tattingers                              | Sid Wilbur                                     | 14 episódios                                       |        |
| 1989      | Murder, She Wrote                       | SFPD Lt. Birnbaum                              | Episódio: "When The Fat Lady Sings"                | [ 7 ]  |
| 1990      | Monsters                                | Victor                                         | Episódio: "One Wolf's Family"                      | [ 8 ]  |
| 1990      | Sweet 15                                | Waterman                                       | Filme para TV                                      | [ 16 ] |
| 1991      | American Playhouse                      | Sam / Seymour Shapir                           | 2 episódios                                        | [ 7 ]  |
| 1991      | Women & Men 2                           | Irving                                         | Filme para TV                                      |        |
| 1992–1996 | Law & Order                             | Michael Tobis / Sam Pokras                     | 2 episódios                                        | [ 7 ]  |
| 1993–1998 | Seinfeld                                | Frank Costanza                                 | 26 episódios                                       | [ 7 ]  |
| 1993      | L.A. Law                                | Nat Pincus                                     | Episódio: "Rhyme and Punishment"                   |        |
| 1994      | In the Heat of the Night                | Rabbi Feldman                                  | Episódio: "The Rabbi"                              | [ 8 ]  |
| 1995      | Homicide: Life on the Street            | McGonnigal                                     | Episódio: "In Search of Crimes Past"               | [ 7 ]  |
| 1996      | Deadly Games                            | Phil Cullen                                    | Episódio: "Dr. Kramer"                             |        |
| 1997      | Subway Stories                          | Old Man                                        | Filme para TV                                      | [ 17 ] |
| 1998      | Touched by an Angel                     | Maury Salt                                     | Episódio: "Cry and You Cry Alone"                  | [ 7 ]  |
| 1998      | The Larry Sanders Show                  | Ele mesmo                                      | Episódio: "I Buried Sid"                           | [ 7 ]  |
| 1998      | Hercules                                | Eagle                                          | Voz; Episódio: "Hercules and the Promethus Affair" |        |
| 1998–2007 | The King of Queens                      | Arthur Spooner                                 | 195 episódios                                      | [ 7 ]  |
| 2000–2002 | Teacher's Pet                           | Pretty Boy                                     | Voz; 11 episódios                                  | [ 7 ]  |
| 2003      | Odd Job Jack                            | Jim McDonald                                   | Episódio: "A Candidacy of Dunces"                  | [ 8 ]  |
| 2003      | Sex and the City                        | Mr. Brady                                      | Episódio: "One"                                    | [ 18 ] |
| 2009      | Wonder Pets!                            | Bernie                                         | Voz; Episódio: Save the Old White Mouse            | [ 8 ]  |
| 2009      | Mercy                                   | Joe Thalberg                                   | Episódio: "The Last Thing I Said Was"              | [ 7 ]  |
| 2010      | Ice Dreams                              | Skipper                                        | Filme para TV                                      | [ 8 ]  |
| 2010–2011 | Fish Hooks                              | Principal Stickler                             | Voz; 21 episódios                                  | [ 19 ] |
| 2011      | The Good Wife                           | Judge Felix Afterman                           | Episódio: "Silver Bullet"                          | [ 7 ]  |
| 2014      | How Murray Saved Christmas              | Murray Weiner                                  | Voz; Filme para TV                                 | [ 8 ]  |
| 2016      | Zoolander: Super Model                  | Maury Ballstein                                | Voz; Filme para TV                                 |        |

### Teatro
| Ano  | Título                          | Teatro                                 | Personagem      | Ref(s) |
| ---- | ------------------------------- | -------------------------------------- | --------------- | ------ |
| 1954 | The Golden Apple                | Alvin Theatre                          | Mayor Juniper   | [ 20 ] |
| 1955 | The Carefree Tree               | Phoenix Theatre, Broadway              | The Propertyman | [ 20 ] |
| 1956 | Diary of a Scoundrel            | Phoenix Theatre, Broadway              | Styopka         | [ 20 ] |
| 1956 | The Good Woman of Setzuan       | Phoenix Theatre, Broadway              | Policeman       | [ 20 ] |
| 1957 | Measure for Measure             | Phoenix Theatre, Broadway              | Barnadine       | [ 20 ] |
| 1957 | Taming of the Shrew             | Phoenix Theatre, Broadway              | Biondello       | [ 20 ] |
| 1958 | Power and the Glory             | Phoenix Theatre, Broadway              | Mestizo         | [ 20 ] |
| 1975 | The Ritz                        | Longacre Theatre, Broadway             | Carmen Vespucci | [ 20 ] |
| 1977 | The Unexpected Guest            | Little Theatre, Broadway               | Harry Mullin    | [ 20 ] |
| 1980 | Passione                        | Morosco Theatre, Broadway              | Berto           | [ 20 ] |
| 1984 | Hurlyburly                      | Ethel Barrymore Theatre, Broadway      | Artie           | [ 20 ] |
| 1993 | Three Men on a Horse            | Lyceum Theatre, Broadway               | Charlie         | [ 20 ] |
| 1994 | What's Wrong with This Picture? | Brooks Atkinson Theatre, Broadway      | Sid             | [ 20 ] |
| 1997 | The Three Sisters               | Criterion Center Stage Right, Broadway | Chebutykin      | [ 20 ] |